# Acolo unde nimeni n-a îndrăznit... (Star Trek: Generația următoare)
Acolo unde nimeni n-a îndrăznit... (Where No One Has Gone Before) este al șaselea episod din serialul științifico-fantastic „Star Trek: Generația următoare”. Scenariul este scris de Diane Duane și Michael Reaves; regizor este Rob Bowman.

## Prezentare
Un test de eficiență al motorului warp face ca Enterprise să călătorească cu mult dincolo de limita spațiului cunoscut, unde imaginația membrilor echipajului ia formă reală. Acest episod marchează prima apariție a lui Eric Menyuk în rolul Călătorului.